# 淺沼晉太郎
淺沼 晉太郎（日语：／ Asanuma Shintarō，1976年1月5日—），日本男性聲優、劇作家、演員。dandelion所屬。岩手縣盛岡市出身。多摩美術大學畢業。

## 人物
- 原屬團體TOON BULLETS!（2006年解散），參與劇本創作及演出。
- 2006年參與電視動畫『ZEGAPAIN』，開始聲優工作。
- 2007年10月加入大澤事務所。
- 2012年7月1日（發表日10月1日）加入新設事務所dandelion。
- 是個左撇子。
- 本職為劇作家，主要替電台節目、舞台劇和動畫寫劇本，有時還會親自當演員。

## 演出作品
- 粗體字為主要角色

### 電視動畫
2006年
- 偶像宣言（月島昴）
- 不平衡抽籤（六原麦男）
- ZEGAPAIN（十凍京）
- 戀之魔法波波糖（日语：まもって!ロリポップ）

2007年
- 小女神花鈴（烏丸桐夫）
- 星界死者之書（ウエノ）
- 現視研2（風祭ねこ）
- 青空下的約定（〈六條紀一郎〉）
- 神靈狩/GHOST HOUND（星野道男）
- D.C.II（櫻內義之）
- 地球防衛少年（切江洋介、小高真一）
- 南家三姊妹（武、老師）
- 蟲之歌（藥屋大助／郭公）

2008年
- 守護甜心!（日奈森修司）
- D.C.II S.S.（櫻內義之）
- 鐵腕巴迪 DECODE（日语：鉄腕バーディー DECODE）（須藤良太）
- 交響情人夢 巴黎篇（法蘭克·拉多因）
- 南家三姊妹～再來一碗～（武、老師）
- 游戏王5D's（克罗·霍根）
- 洋蔥和尚朝太郎（日语：ねぎぼうずのあさたろう）（九兵衛）
- 灼眼的夏娜第二季（主持人）

2009年
- 明日的与一!（鳥谷惠太）
- 初戀限定（楠田悦）
- 青花（澤乃井康）
- 簡單易懂的現代魔法（姊原聰史郎）
- 貓愿三角戀（高坂潤平）

2010年
- 交響情人夢 Finale （法蘭克·拉多因）
- 四疊半宿舍，青春迷走（我、香織）
- 無法逃離的背叛（神命正宗）
- 野狼大神（浦島太郎）
- 妄想學生會（津田隆利）

2011年
- 如果高校棒球女子經理讀了彼得·杜拉克（二階正義）
- 碎之星（桑達）
- 食夢者瑪莉（克里斯·常青）
- 架向星空之橋（星野一馬）
- 惡魔奶爸（山村和也）
- Phi Brain 神之謎題（大門界人）

2012年
- 宇宙兄弟（溝口大和）
- 加速世界（黛拓武／Cyan Pile）
- 一起一起這裡那裡（戌井榊）
- 絕園的暴風雨（早河巧）
- 櫻花莊的寵物女孩（藤澤和希）
- Phi Brain 神之謎題II（大門界人）

2013年
- Q弟偵探因幡（秋吉）
- 南家三姊妹 我回來了（武、老師）
- 銀河機攻隊 莊嚴皇子（淺木俊一）
- 問題兒童都來自異世界？（逆廻十六夜）
- PSYCHO-PASS（佐佐山光留）
- 蘿球社！SS（須賀龍一）
- 鑽石王牌（倉持洋一）
- Phi Brain 神之謎題III（大門界人）

2014年
- 妄想學生會＊（津田隆利）
- HAMATORA ─超能偵探社─（兒島秀文）
- Z/X IGNITION（龍膽）
- 農林（畑耕作）
- Wake Up, Girls!（松田耕平）
- 魔神之骨（雷納德）
- 健全機鬥士（丹尼斯）
- Baby Steps ~網球優等生~（岩佐博水）
- 一週的朋友（九條一）
- 金田一少年之事件簿R（村上草太〈二代〉）
- 東京喰種（西尾錦）
- 斬！赤紅之瞳（素戔嗚尊）
- 少年好萊塢 -HOLLY STAGE FOR 49-（風原亂）
- 信長協奏曲（前田利家）
- 狼少女和黑王子（北村老師）
- 鋼彈 Reconguista in G（林格·隆·卡爾馬諾塔）

2015年
- 暗殺教室（前原陽斗）
- 東京喰種√A（西尾錦）
- 魔術快斗1412（藤江）
- 鑽石王牌 -SECOND SEASON-（倉持洋一）
- 游戏王ARC-V（克罗·霍根）
- K RETURN OF KINGS（弁財酉次郎、出羽將臣）
- 落第騎士英雄譚（有栖院凪）
- 金田一少年之事件簿R 第2期（村上草太〈二代〉）

2016年
- 暗殺教室 第2期（前原陽斗）
- 舞武器·舞亂伎（劉毅）
- 最弱無敗神裝機龍（拉葛利多·富魯斯）
- 赤髮白雪姬 第2期（伊都也）
- 她與她的貓 -Everything Flows-（我）
- 噬神者（空木蓮華之父）
- 舞武器·舞亂伎 星之巨人（劉毅）
- 刀劍亂舞－花丸－（鳴狐）
- 神裝少女小纏（魯德斯[1]）
- 啟航吧！編舟計畫（宮本慎一郎）

2017年
- Hand Shakers（手綱的父親）
- 人渣的本願（桐嶋篤也）
- 辣妹與我的第一次（羽柴純一、色情純一）
- 食戟之靈 餐之皿（楠連太郎）
- 奇諾之旅 -the Beautiful World- the Animated Series（山賊少年）
- 動畫同好會（西麻布前輩、旁白）
- Wake Up, Girls! 新章（松田耕平）

2018年
- 續 刀劍亂舞－花丸－（鳴狐）
- 紫羅蘭永恆花園（艾丹·菲爾德）
- 東京喰種:re（西尾錦〈大蛇〉）
- 甜心戰士 Universe（早見青兒[2]）
- RErideD -穿越時空的德理達-（卡西爾）
- 弦音－風舞高中弓道部－（瀧川雅貴[3]）

2019年
- 卡羅爾與星期二（人魚姐妹）
- 偶像夢幻祭（月永雷歐）
- 鑽石王牌 actII（倉持洋一）
- GIVEN 被贈與的未來（村田雨月）[4]
- ACTORS -Songs Connection-（日语：ACTORS）（飯盛驅）

2020年
- A3！ SEASON SPRING & SUMMER（茅崎至）
- 啄木鳥偵探社（石川啄木）
- 『催眠麥克風 -Division Rap Battle-』Rhyme Anima（碧棺左馬刻）

2022年
- 幕末替身傳說（桂小五郎[5]）
- POP TEAM EPIC（第2期）（PIPI美〈第5話B段〉）

2023年
- 弦音－相繫的一射－（瀧川雅貴[6]）
- 藍色管弦樂（羽鳥葉[7]）
- 勇者死了！（迪亞哥·范倫亭[8]）
- 『催眠麥克風 -Division Rap Battle-』Rhyme Anima +（碧棺左馬刻[9]）
- 米奇與達利 惡童物語（秋山俊平[10]）

2024年
- 休假的壞人先生（壞人先生[11]）
- 刀劍亂舞 迴 -虛傳 燃燒的本能寺-（鳴狐[12]）
- 我回來了、歡迎回家（望月仰人[13]）

2025年
- 魔法使的約定（歐文[14]）
- 桃源暗鬼（桃華月詠[15]）

2026年
- 鑽石王牌 actII Second Season（倉持洋一[16]）

### OVA
2006年
- BALDR FORCE EXE RESOLUTION 03（兵士 他）

2007年
- 機械女僕（コンテスト司会者）

2009年
- 純愛手札4 ORIGINAL ANIMATION（男學生（即遊戲的男主角））

2012年
- 流星Lens（夕暮統牙）

2013年
- 問題兒童都來自異世界？（逆廻十六夜）

2014年
- 妄想學生會*（津田隆利）※第10卷附贈DVD限定版

2015年
- 黑執事 Book of Murder（亞瑟）
- 妄想學生會**（津田隆利）※第11卷附贈DVD限定版

2016年
- 噬血狂襲 OVA II（久須木和臣）

### 動畫電影
2008年
- 空之境界 第三章（湊啟太）

2010年
- 10th週年劇場版 遊戲王 ～超融合！跨越時空的羈絆～（克羅）

2016年
- 加速世界 INFINITE∞BURST（黛拓武／Cyan Pile[17]）
- ZEGAPAIN ADP（十凍京）

2017年
- 煙花（純一）
- 劇場版 妄想學生會（津田隆利）

2020年
- 電影 Given（村田雨月）[18]

2021年
- 劇場版 妄想學生會2（津田隆利）
- 劇場版 Reconguista in G III 來自宇宙的遺產（林格·隆·卡爾馬諾塔）

2022年
- 劇場版弦音 －起始的一射－（瀧川雅貴[19]）

2024年
- 我的鬼女孩（高橋龍二[20]）
- RABBITS KINGDOM THE MOVIE（ラパン[21]）
- ZEGAPAIN STA（十凍京[22]）

2025年
- 電影版『催眠麥克風 -Division Rap Battle-』（碧棺左馬刻[23]）

### 網路動畫
2017年
- SAKURA Internet 新生（大友銀次[24]）
- 夢王國與沉睡中的100位王子殿下 短篇動畫（斯貝爾維亞）

2022年
- 四疊半時光機藍調（「我」）

2023年
- 火之鳥：伊甸17（牧村[25]）
- 陰陽師（源博雅[26]）

### 動態漫畫
2013年
- 恋愛專科（藪田信太）

### 遊戲
-  - NDS
- （六原麦男） - PS2
-  - Xbox 360
- （櫻內義之） - PS2
- 異度神劍（修爾克） - Wii
- 異度神劍 終極版（修爾克）- Switch
- 異度神劍2 (克勞斯) - Switch
- 任天堂明星大亂鬥3DS/Wii U（修爾克） - 3DS/Wii U
- 任天堂明星大亂鬥 特別版（修爾克） - Switch
- 遊戲王5D's Tag Force 4（克羅·霍根）
- 遊戲王5D's Tag Force 5（克羅·霍根）
- 遊戲王5D's Tag Force 6（克羅·霍根）
- 遊戲王ARC-V Tag Force Special（克羅·霍根）
- 加速世界 -加速的頂點-（黛拓武）
- 朧村正 大根義民一揆（權兵衛）
- 刀劍乱舞（鳴狐）
- 東京幻都（時坂洸）
- 偶像夢幻祭（月永雷歐）
- 夢王國與沉睡中的100位王子殿下（格雷亞姆）
- A3！（エースリー、茅ヶ崎至）
- 快打旋風V （ALEX）
- Dragalia Lost ～失落的龍絆～（琉卡）
- 問答RPG 魔法使與黑貓維茲（久馬）
- 魔法使的約定（オーエン）
- 催眠麥克風 -Alternative Rap Battle-（碧棺左馬刻）
- 白夜極光（路克）（戒衛座）

### 特摄
- 超人力霸王捷德（夏多星人赛纳）
- 機界戰隊全開者（全開侏蘭/侏蘭）
- 假面騎士GOTCHARD（諸龍黄昏克米 / 龍合金獸）
- 假面騎士GAVV（酸賀研造）

### 廣播劇CD
- 霧雨飄零之森 廣播劇CD 一粒目的雨（須賀孝太郎）
- 催眠麥克風 -Division Rap Battle-  (碧棺左馬刻)

### 外語配音
- 德雷克與喬希（Drake & Josh）（Drake Parker〈Drake Bell 主演〉）

## 外部連結
- 事務所公開簡歷 （页面存档备份，存于）（日語）
- 淺沼晉太郎網誌 （页面存档备份，存于）（日語）

| 前任： 小宮璃央 （魔進戰隊煌輝者） | 日本超級戰隊系列紅色戰士演員 (聲演) 機界戰隊全開者 2021年3月7日-2022年2月27日 | 繼任： 樋口幸平 （暴太郎戰隊DON BROTHERS） |